# Aurora-Gletscher (Ross-Insel)
Der Aurora-Gletscher ist ein großer Gletscher auf der antarktischen Ross-Insel. Er fließt aus dem Gebiet zwischen Mount Erebus und Mount Terra Nova nach Süden in das Ross-Schelfeis.
Der neuseeländische Bergsteiger und Glaziologe Arnold John Heine benannte ihn nach der Aurora, dem Schiff der Ross Sea Party im Rahmen der Endurance-Expedition (1914–1917) des britischen Polarforschers Ernest Shackleton.